# Кулешов, Алексей Антонович
Алексей Антонович Кулешов (27 марта 1936 года, станица Темнолесская Михайловского района Ставропольского края, — 9 апреля 2004 года г. Барнаул) — советский партийный и государственный деятель, председатель Алтайского крайисполкома (апрель 1987-апрель 1990 года), первый секретарь Алтайского краевого комитета КПСС (6 февраля-25 апреля 1990 года), член ЦК КПСС (1990-1991 годы).

## Биография
Родился в 1936 году в станице Темнолесской Михайловского района Ставропольского края в семье колхозника.
В 1958 году окончил Ставропольский сельскохозяйственный институт, направлен инженером в совхоз «Путь Ильича» Крутихинского района Алтайского края.
В 1959—1965 годах — руководитель совхоза «Красный октябрь» в Завьяловском районе Алтайского края. В 1969—1971 годах — председатель колхоза «Серп и молот» в Шипуновском районе.
С 1974 года — первый секретарь Чарышского райкома партии.
В 1978 году избран первым секретарем Топчихинского райкома партии.
В 1984 году назначен председателем производственного объединения «Край-сельхозтехника» .
В 1984—1985 годах — депутат Верховного совета РСФСР.
В 1985—1987 годах — первый заместитель председателя, затем председатель исполкома Алтайского краевого Совета народных депутатов.
В апреле 1987 года избран председателем исполнительного комитета краевого Совета народных депутатов.
В 1988 году Алексей Антонович был делегатом от Алтайского края на XIX Всесоюзной конференции КПСС.
6 февраля 1990 года, после скоропостижной отставки Филиппа Попова, был назначен первым секретарем Алтайского крайкома КПСС. Однако он недолго продержался на посту: в тот период в крае шла отчаянная борьба за власть, и Алексей Антонович внезапно был отправлен в отставку. Его заменил Виталий Сафронов.
В 1989—1991 годах — народный депутат СССР.
В 1990—1991 годы председатель Алтайского краевого Совета.
В 1990-е годы возглавлял Алтайскую продовольственную корпорацию, являлся депутатом Алтайского краевого совета народных депутатов от фракции КПРФ.
В 1996—1998 годы находился под следствием по делу о хищении в корпорации, которую он возглавлял. Дело прекращено по амнистии.
Был женат, имел сына.
Умер 9 апреля 2004 года в городе Барнауле.

## Награды и звания
Награжден Орденом Трудового Красного Знамени.